# Philipp Marschall
Philipp Marschall, né le 5 février 1988 à Bad Salzungen, est un skieur de fond allemand en activité depuis 2005. En 2007, il a obtenu le titre de champion du monde junior du 20 km libre en Italie.

## Palmarès

### Coupe du monde
- Meilleur classement général : 162e en 2011.
- 1 podium par équipe (troisième place).

### Championnats du monde junior
- Médaille d'or au 20 km libre départ en ligne à Malles, Val Venosta en 2007
- Médaille d'argent en relais en 2007